# Fernando Codá Marques
Fernando Codá dos Santos Cavalcanti Marques (São Carlos, 8 de outubro de 1979) é um matemático brasileiro, que trabalha principalmente em geometria diferencial. Em 2012, juntamente com André Neves, provou a conjectura de Willmore, um problema famoso em geometria diferencial, que estava em aberto desde 1965. Pelo feito receberam o Prêmio Oswald Veblen de Geometria de 2016.

## Biografia
Fernando Codá Marques nasceu em São Carlos, mas viveu sua infância em Maceió (Alagoas), pelo que é considerado alagoano.
Desde 1 de setembro de 2014 integra o corpo docente da Universidade de Princeton.

## Vida pessoal
Marques é casado com a matemática Ana Maria Menezes. Ela foi aluna de Harold Rosenberg no IMPA, e é atualmente professora assistente de matemática na Universidade de Princeton. Codá Marques e Menezes têm dois filhos, um menino e uma menina.